# نيكولاس بيبي
نيكولاس بيبي (بالفرنسية: Nicolas Pépé؛ مواليد 29 مايو 1995) هو لاعب كرة قدم إيفواري يلعب في مركز الجناح مع نادي نيس في الدوري الفرنسي ومنتخب ساحل العاج لكرة القدم.

## مسيرته الكروية
بعد مشاركته لأول مرة في الدوريات الدنيا، شارك بيبي في أول مباراة له مع نادي أنجيه في نوفمبر 2014، في مباراة التعادل 1–1 في الدوري الفرنسي الدرجة الثانية أمام أجاكسيو.

### ليل
في 21 يونيو 2017، وقع بيبي عقد لمدة خمس سنوات مع نادي ليل.
في 15 سبتمبر 2018، سجل بيبي هاتريك، من ضمنها ركلتي جزاء، في مباراة الفوز 3–2 خارج أرضه على نادي أميين.

### أرسنال
في 1 أغسطس 2019، تم الإعلان عن انضمام بيبي إلى نادي أرسنال في الدوري الإنجليزي الممتاز برسوم انتقال قياسية قدرها 79 مليون يورو (72 مليون جنيه إسترليني)، وهو يتفوق على الرقم القياسي السابق البالغ 62 مليون يورو لصالح بيير إيميريك أوباميانغ. عند توقيعه مع أرسنال، حصل على القميص رقم 19.
شارك بيبي في أول مباراة له مع أرسنال بعد فوزه 1–0 على نيوكاسل يونايتد في 11 أغسطس، كبديل عن ريس نيلسون في الدقيقة 71. وجاءت مشاركته الأولى كأساسي مع النادي بعد أسبوعين في الخسارة 3–1 أمام ليفربول، حيث لعب 90 دقيقة كاملة، وأصبح أول لاعب يستطيع مراوغة مدافع ليفربول فيرجيل فان ديك بعد 50 مباراة بالدوري الإنجليزي الممتاز.

## مسيرته الدولية
ولدت بيبي في فرنسا لأبوين من أصل إيفواري. تلقى دعوة لتمثيل منتخب ساحل العاج لكرة القدم في نوفمبر 2016. وقد شارك لأول مرة مع ساحل العاج في مباراة التعادل السلبي الودية 0–0 ضد البلد الذي ولد فيها فرنسا في 15 نوفمبر 2016.

## الإحصائيات

### النادي
آخر تحديث 1 سبتمبر 2019. 
| النادي           | الموسم   | الدوري                        | الدوري | الدوري  | الكأس الوطني | الكأس الوطني | كأس الدوري | كأس الدوري | قاري   | قاري    | أخرى   | أخرى    | المجموع | المجموع |
| النادي           | الموسم   | الدرجة                        | الظهور | الأهداف | الظهور       | الأهداف      | الظهور     | الأهداف    | الظهور | الأهداف | الظهور | الأهداف | الظهور  | الأهداف |
| ---------------- | -------- | ----------------------------- | ------ | ------- | ------------ | ------------ | ---------- | ---------- | ------ | ------- | ------ | ------- | ------- | ------- |
| أنجيه            | 2014–15  | الدوري الفرنسي الدرجة الثانية | 7      | 0       | —            | —            | 1          | 0          | —      | —       | —      | —       | 8       | 0       |
| أنجيه            | 2016–17  | الدوري الفرنسي الدرجة الأولى  | 33     | 3       | 5            | 0            | 1          | 0          | —      | —       | —      | —       | 39      | 3       |
| أنجيه            | المجموع  | المجموع                       | 40     | 3       | 5            | 0            | 2          | 0          | —      | —       | —      | —       | 47      | 3       |
| أورليانز (إعارة) | 2015–16  | الدوري الفرنسي الدرجة الوطنية | 29     | 7       | 2            | 1            | 1          | 0          | —      | —       | —      | —       | 32      | 8       |
| ليل              | 2017–18  | الدوري الفرنسي الدرجة الأولى  | 36     | 13      | 2            | 1            | —          | —          | —      | —       | —      | —       | 38      | 14      |
| ليل              | 2018–19  | الدوري الفرنسي الدرجة الأولى  | 38     | 22      | 2            | 1            | 1          | 0          | —      | —       | —      | —       | 41      | 23      |
| ليل              | المجموع  | المجموع                       | 74     | 35      | 4            | 2            | 1          | 0          | —      | —       | —      | —       | 79      | 37      |
| أرسنال           | 2019–20  | الدوري الإنجليزي الممتاز      | 4      | 0       | 0            | 0            | 0          | 0          | —      | —       | —      | —       | 4       | 0       |
| الإجمالي         | الإجمالي | الإجمالي                      | 147    | 45      | 11           | 3            | 4          | 0          | —      | —       | —      | —       | 161     | 48      |

### المنتخب
آخر تحديث 15 يوليو 2019.
| المنتخب الأول | العام   | الظهور | الأهداف |
| ------------- | ------- | ------ | ------- |
| ساحل العاج    | 2016    | 1      | 0       |
| ساحل العاج    | 2017    | 5      | 0       |
| ساحل العاج    | 2018    | 4      | 3       |
| ساحل العاج    | 2019    | 5      | 1       |
| ساحل العاج    | المجموع | 15     | 4       |

### الأهداف الدولية
قائمة الأهداف والنتائج مع منتخب ساحل العاج الأول.
| #  | التاريخ      | المكان                                        | الخصم   | الهدف | النتجية | المسابقة                        |
| -- | ------------ | --------------------------------------------- | ------- | ----- | ------- | ------------------------------- |
| 1. | 24 مارس 2018 | ملعب بيير بريسون، بوفيه، فرنسا                | توغو    | 1–0   | 2–2     | ودية                            |
| 2. | 24 مارس 2018 | ملعب بيير بريسون، بوفيه، فرنسا                | توغو    | 2–0   | 2–2     | ودية                            |
| 3. | 27 مارس 2018 | ملعب بيير بريسون، بوفيه، فرنسا                | مولدوفا | 2–0   | 2–1     | ودية                            |
| 4. | 23 مارس 2019 | ملعب فيليكس هوفويت–بواني، أبيدجان، ساحل العاج | رواندا  | 1–0   | 3–0     | تصفيات كأس الأمم الأفريقية 2019 |

## الإنجازات

### الفردية
- الدوري الفرنسي فريق الموسم: 2018–19[20]
- جائزة مارك فيفيان فوي: 2019[21]
- نادي ليل لاعب الموسم: 2018–19[22]

## وصلات خارجية
- نيكولاس بيبي على موقع الاتحاد الأوربي (الإنجليزية)
- نيكولاس بيبي على موقع اتحاد تركيا (لاعب) (الإنجليزية)
- نيكولاس بيبي على موقع رابطة كرة القدم الفرنسية للمحترفين (الإنجليزية)
- نيكولاس بيبي على موقع إي إس بي إن إف سي (الإنجليزية)
- نيكولاس بيبي على موقع قاعدة بيانات كرة القدم.إي يو (الإنجليزية)
- نيكولاس بيبي على موقع ليكيب (الفرنسية)
- نيكولاس بيبي على موقع ناشيونال فوتبول تيمز (الإنجليزية)
- نيكولاس بيبي على موقع Soccerbase.com (لاعب) (الإنجليزية)
- نيكولاس بيبي على موقع Soccerway.com (الإنجليزية)
- نيكولاس بيبي على موقع عالم كرة القدم.نت (الإنجليزية)